# KB Kookmin Bank
KB Kookmin Bank (coreano: KB국민은행) o KB es el mayor banco tanto por valor de los activos como por capitalización de mercado de Corea del Sur.
El banco está dirigido por Kang Chung-won, que trabajó anteriormente para Seoulbank y supervisó su venta a su competidor, el Hana Bank, antes de trasladarse a Kookmin.
Kookmin intentó de hacerse con el control del Korea Exchange Bank (Banco de Divisas de Corea), un banco bajo control estatal con oficians en países extranjeros, para finales de 2006, para facilitar el intercambio de divisas y la banca corporativa (en contraste, el Kookmin es más conocido por su banca de consumo). El acuerdo para comprar el Korea Exchange Bank estaba supeditado a no encontrar ninguna prueba de criminalidad cuando el Fondo de Capitales Lone Star adquirió el Korea Exchange Bank en 2003. Sin embargo, a diciembre de 2006, la toma de control del banco no se había producido siendo cancelada por Lone Star.
De acuerdo con la página web de la compañía, Kookmin las ganancias por acción en 2006 fueron de 6977 won coreanos, y el dividendo pagado fue de 550 won por acción. A septiembre de 2006 el precio por acción era de 73.000 won.
El 18 de marzo de 2008, el precio por acción era de US$51,40.